# Partido Republicano Revolucionario
El Partido Republicano Revolucionario (PRRev) fue un partido político español de corta vida que se presentó a las elecciones de junio de 1931, conocidas como constituyentes, en la circunscripción de Sevilla. Se trataba de una candidatura unitaria por la que obtuvo un escaño Ramón Franco, aunque renunció a él por haber ganado otro en Barcelona. De gran heterogeneidad, formaban parte también José Antonio Balbontín, del Partido Social Revolucionario, el andalucista Blas Infante e incluso el anarquista Pedro Vallina. Durante su campaña electoral tuvieron lugar los conocidos sucesos de Tablada. En uno de sus mítines, celebrado el 26 de junio del mismo año en Lora del Río, se hundió el escenario y resultaron heridos Ramón Franco y Juan Galán Arrabal.